# Viola Reggio Calabria 1988-1989
Questa voce raccoglie le informazioni riguardanti la Cestistica Piero Viola nelle competizioni ufficiali della stagione 1988-1989.

## Roster
Rosa della Viola Reggio Calabria per la stagione 
| Nome                                  | Nazionalità            | Ruolo      | Nascita |
| ------------------------------------- | ---------------------- | ---------- | ------- |
| Stefano Attruia                       | Italia (bandiera)      | playmaker  | 1969    |
| Gustavo Tolotti                       | Italia (bandiera)      | ala-centro | 1967    |
| Giovanni Spataro (fino al 10/04/1988) | Italia (bandiera)      | centro     | 1966    |
| Giampiero Savio                       | Italia (bandiera)      | playmaker  | 1959    |
| Alessandro Santoro                    | Italia (bandiera)      | playmaker  | 1965    |
| Lucio Laganà                          | Italia (bandiera)      | guardia    | 1963    |
| Dan Caldwell                          | Stati Uniti (bandiera) | ala        | 1959    |
| Gerardo Brienza (dal 17/01/1988)      | Italia (bandiera)      | centro     | 1967    |
| Donato Avenia                         | Italia (bandiera)      | ala        | 1966    |
| Phil Zevenbergen (dal 22/01/1989)     | Stati Uniti (bandiera) | centro     | 1964    |
| Rocco Famà (fino al 05/02/1989)       | Italia (bandiera)      | playmaker  | 1973    |
| Rob Lock (fino al 15/01/1989)         | Stati Uniti (bandiera) | centro     | 1966    |
| All: Tonino Zorzi                     | Italia (bandiera)      | -          | 1935    |